# Subosciner
Subosciner (Tyranni) er en undergruppe af spurvefugle med omkring 1000 arter, der især er udbredt i Sydamerika. De adskiller sig fra sangfuglene ved at have en anden udformning af stemmeorganet syrinx nederst i luftrøret. 
Navnet "suboscin" udtales [sub-osin] og kommer af de latinske ord sub = 'næsten' og oscen = 'sangfugl'.

## Udbredelse
Underordnen subosciner findes dels i Amerika og dels i de tropiske områder omkring det Indiske Ocean, hvilket stort set svarer til opdelingen i grupperne Tyrannides (den nye verdens osciner) og Eurylaimides (den gamle verdens osciner). En enkelt art, sapayoa (Sapayoa aenigma) skiller sig ud, fordi den tilhører den gamle verdens osciner, men findes i Latinamerika. 
Gruppen Tyrannides fra den nye verden findes især i Sydamerika og udgør hovedparten af de omkring 1000 arter af subosciner. Kun 53 arter findes i den anden gruppe fra den gamle verden.

## Klassifikation
Opdelingen her følger listen udgivet af Gill og Donsker (2013)
, 
selvom sammenligninger af fuglenes arvemateriale, DNA tyder på, at nogle familier bør splittes op. Eksempelvis bør arten sapayoa måske tilhøre sin egen familie i stedet for familien Brednæb, fordi stamformen til den menes at have udspaltet sig meget tidligt fra resten af den gamle verdens osciner, Eurylaimides . Udspaltningen kan være sket i løbet af eocæn for måske 45 millioner år siden.

### Gamle verdens subosciner
Den første gruppe af subosciner Eurylaimides deles her i to familier
- Brednæb (Eurylaimidae), 12 slægter
- Pittaer (Pittidae), 3 slægter

### Nye verdens subosciner
Den anden gruppe af subosciner Tyrannides kan underinddeles i yderligere to grupper, hver opkaldt efter de største familier:

Gruppen Tyrannida
- Manakiner (Pipridae), 14 slægter
- Kotingaer (Cotingidae), 25 slægter
- Tityridae, 11 slægter
- Tyranfluesnappere (Tyrannidae), 102 slægter

Gruppen Furnariida
- Melanopareiidae, 1 slægt
- Myggesnappere (Conopophagidae), 2 slægter
- Myrefugle (Thamnophilidae), 49 slægter
- Myrepittaer (Grallariidae), 4 slægter
- Tapaculoer (Rhinocryptidae), 12 slægter
- Myredrosler (Formicariidae), 2 slægter
- Ovnfugle (Furnariidae), 72 slægter

|            | Eurylaimides                                             |
|            |                                                          |
| Tyrannides | \| \| Tyrannida \| \| \| \| \| \| Furnariida \| \| \| \| |
|            | \| \| Tyrannida \| \| \| \| \| \| Furnariida \| \| \| \| |
|            | Tyrannida                                                |
|            |                                                          |
|            | Furnariida                                               |
|            |                                                          |

|  | Tyrannida  |
|  |            |
|  | Furnariida |
|  |            |

|            | Eurylaimides                                             |
|            |                                                          |
| Tyrannides | \| \| Tyrannida \| \| \| \| \| \| Furnariida \| \| \| \| |
|            | \| \| Tyrannida \| \| \| \| \| \| Furnariida \| \| \| \| |
|            | Tyrannida                                                |
|            |                                                          |
|            | Furnariida                                               |
|            |                                                          |

|  | Tyrannida  |
|  |            |
|  | Furnariida |
|  |            |